# Libération de Mayenne
Libération de la France
Batailles
2e campagne de France
- Corse
- Limousin
- Ain et Haut-Jura
- Les Glières
- Ascq
- Division Brehmer
- Mont Mouchet
- Opérations SAS en Bretagne
- Bataille de Normandie
- Guéret
- Brigade Jesser
- Cornil
- 1er Tulle
- 2e Tulle
- Argenton-sur-Creuse
- Oradour-sur-Glane
- 1er Ussel
- Saint-Marcel
- Saffré
- Mont Gargan
- Vercors
- Penguerec
- Lioran
- Égletons
- 2e Ussel
- Débarquement de Provence
- Port-Cros
- La Ciotat
- Toulon
- Martigues
- Marseille
- Nice
- Rennes
- Saint-Malo
- Brest
- Paris
- Mont-de-Marsan
- Montélimar
- Maillé
- Écueillé
- La Saulx
- Meximieux
- Nancy
- Colonne Elster
- Dunkerque
- Arracourt
- Saint-Nazaire
- Lorient
- Metz
- Royan et de la pointe de Grave
- Campagne de Lorraine
- Colmar

Front d'Europe de l'Ouest
Front d'Europe de l'Est
Campagnes d'Afrique, du Moyen-Orient et de Méditerranée
Bataille de l'Atlantique
Guerre du Pacifique
Guerre sino-japonaise
La libération de Mayenne et de ses environs se déroule le 5 août 1944  par l'action conjointe des Forces françaises de l'intérieur (FFI) et de l'armée américaine du général George Patton, mettant fin à quatre années d'occupation de la ville par les Allemands dans le cadre de la libération de la France.
La prise de la ville permettra aux troupes alliées de s'emparer d'une tête de pont.

## Contexte historique
Le 17 juin 1940, le maréchal Pétain adresse un message aux armées françaises demandant de cesser les combats dans la perspective de l’armistice. Le 17 juin 1940, vers 18h, les Allemands atteignent Mayenne. La 236e division légère d'infanterie (236e DLI), est délogé de Mayenne le 18 par les avant-gardes du II. AK progressant vers Nantes. Le 118e régiment d'infanterie de la 236e DLI est capturé lors des combats de Mayenne.
Entrés en ville, les soldats allemands défilent dans les rues, musique en tête. Sur le perron de l'Hôtel-de-Ville, c'est la secrétaire générale de la Maire, Melle Legendre qui a l'obligation en l'absence du maire, d'accueillir l'officier allemand commandant les troupes.

### Bombardements
Mayenne est bombardée de façon importante dans la nuit du 8 juin 1944 au 9 juin 1944 pendant la bataille de Normandie. Vers 1h30 du matin, les habitants sont brusquement réveillés par des lueurs provenant de fusées éclairantes. Quelques instants après, un infernal bombardement durant environ 12 minutes voit une centaine d'avions qui déversent des chapelets de bombes et de plaquettes incendiaires. Le quartier Saint-Martin est durement touché : les impacts sont si nombreux, surtout dans le haut du quartier et près de la Gare de Mayenne, que l'écrasement est total. Avec l'incendie en outre provoqué par les plaquettes, c'est une vision d'horreur. Les pompiers sont impuissant devant la multiplicité des incendies et l'immensité de la catastrophe. Plusieurs parties de la ville sont en feu, alors que dans le centre, de nombreuses maisons sont touchées par les bombes explosives. La Basilique Notre-Dame-des-Miracles de Mayenne est très gravement touchée, et quasiment en ruines, ses admirables vitraux sont détruits à jamais. L'attaque aérienne a été foudroyante et laisse 345 tués, et plus de 120 blessés. Des tracts avaient bien été lancés par les Alliés pour prévenir la population de ce qui allait se passer, mais ils sont -paraît-il- tombés dans la campagne environnante. Aucun exemplaire n’a été retrouvé ni conservé. Après cette nuit de terreur, nombreux sont les habitants de Mayenne qui s'exilent à la campagne, et se réfugient dans des fermes des environs.

### L'arrivée des Alliés
Les mitraillages incessants des routes et des terrains, le bombardement de Mayenne, des passages d'eaux et des nœuds routiers avaient clairement fait comprendre l'importance que les Alliés attachaient à la dislocation de l'arrière front de la Bataille de Normandie.
Après la réussite de l'opération Cobra, et la percée d'Avranches qui s'ensuivit fin juillet 1944, le piétinement des Alliés sur le front normand prend fin. Au cours de la semaine du 31 juillet 1944 au 5 août 1944, l'activité aérienne redouble, les alertes se multiplient, et on assiste alors au reflux des débris de des divisions allemandes battues en Normandie.

Le tempo. L'exploitation dans la foulée de la percée d'Avranches.
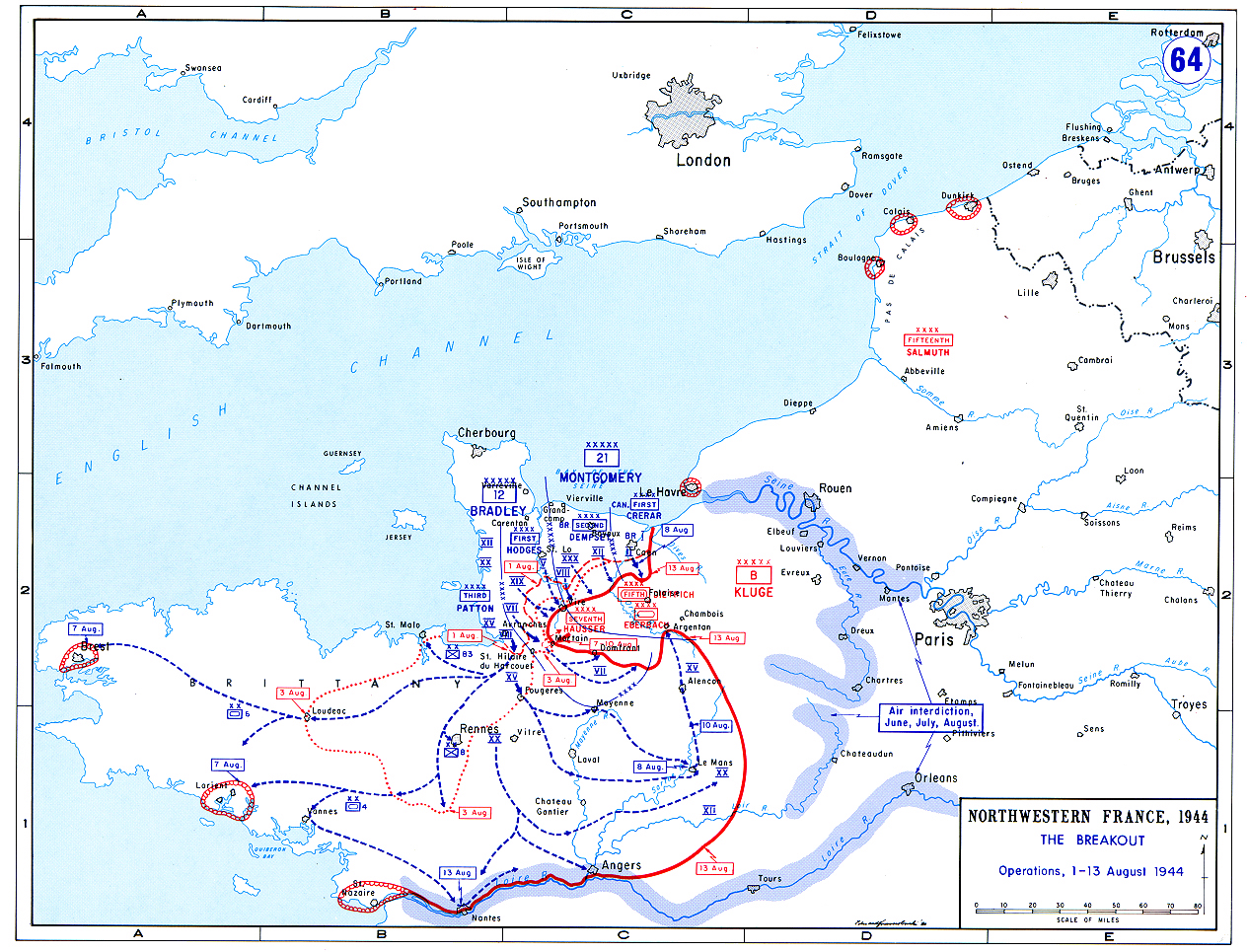
Patton se tourne vers l'Est et entame l'encerclement des deux armées allemandes dans la poche de Mortain. Le 25 août, ce sera Paris.

Les divers services Allemands évacuent en hâte les immeubles qu'ils occupent. La kommandatur et la feldgendarmerie ferment leurs portes. Avant déguerpir, les Allemands se livrent à un pillage organisé de certaines maisons. Dans la nuit du 4 au 5 août, des avions survolent en nombre la région, lançant des fusées, bombardant des convois, tandis que les Allemands se replient. A minuit 45, des bombes américaines explosent sur des routes environnantes.

### Le mouvement
Le XVe Corps d'armée américain se trouve depuis le 3 août 1944 dans la région Ernée-Fougères a reçu mission de se déplacer vers l'Est pour pousser vers le Mans: c'est à la Task force Weaver du 90e division d'infanterie américaine que revient le rôle de se porter sur Mayenne et de s'y emparer d'une tête de pont. L'ordre de bataille du Général George Patton (3e armée américaine) est le suivant : la 90e division d'infanterie américaine franchira la Mayenne et de s'établir un peu en avant de celle-ci. Patton indique que cette avance doit être poursuivie avec la dernière énergie, car, de sa réussite, peut dépendre le succès de toute la campagne de l'Ouest de la France.

#### L'apport de la Résistance locale
C'est de Montenay que part le 4 août 1944 le groupe de 8 maquisards dirigés par René Justin qui rejoint les forces américaines à Landivy,. Jean André dans son ouvrage signale aussi la présence du capitaine de gendarmerie Germain, de Mayenne, affilié à la Résistance qui se porte à la rencontre des Américains à Landivy. L'historien Marc Betton indique que René Justin est conduit au Q.G. du général Weaver. Il veut éviter l’anéantissement de la ville d’Ernée d’un bombardement américain, pourtant prévu pour le 5 août. Mais il détient surtout des renseignements précieux que les Américains ignorent : les Allemands préparent bien des positions d’artillerie dans la forêt de Mayenne, mais ils ont disposé des panneaux pour un repli de leurs troupes sur Laval. C’est ce que s’apprêtent à faire les 1 000 Allemands qui sont sur Ernée, le 4 août au soir !.
D'après Marc Betton, les Américains ne pensent, à ce moment, qu’à sécuriser le corridor d’Avranches, pour assurer la conquête de la Bretagne et des ports. Ils souhaitent initialement contourner Rennes afin de foncer sur Brest, Lorient et Saint-Nazaire, principaux ports bretons, transformés pour la plupart en forteresses (Festung) par la Wehrmacht. René Justin est alors dirigé vers Saint-Hilaire-du-Harcouët, où se trouve le général George Patton. Les Résistants français seront placés à l'avance américaine des forces d'attaque. Pour Marc Betton, René Justin est l'homme qui a donné au Général Patton l'intuition de l'encerclement de la Poche de Falaise, permettant d’accélérer le cours de la Seconde Guerre mondiale de façon déterminante, en 1944.

#### Les objectifs
La Task Force du 90e division d'infanterie américaine, sous les ordres du général William G. Weaver, se porte sur Mayenne afin et de s'y emparer d'une tête de pont. Elle a ordre de franchir à cet endroit la Mayenne et de s'établir un peu en avant de celle-ci, sur une ligne allant de Saint-Fraimbault-de-Prières à la forêt de Bourgon avec Aron comme centre. Mayenne entre ainsi dans la zone des opérations terrestres de guerre. Il est prévu dans un premier temps de prendre d'assaut la ville par une attaque de nuit. René Justin mène, le matin du 5 août, l’avance américaine de la force d’attaque du général Weaver. Il guide les Américains jusqu'à Mayenne, épargnant ainsi la ville d'Ernée d'une destruction par les bombardements prévus par les Américains.

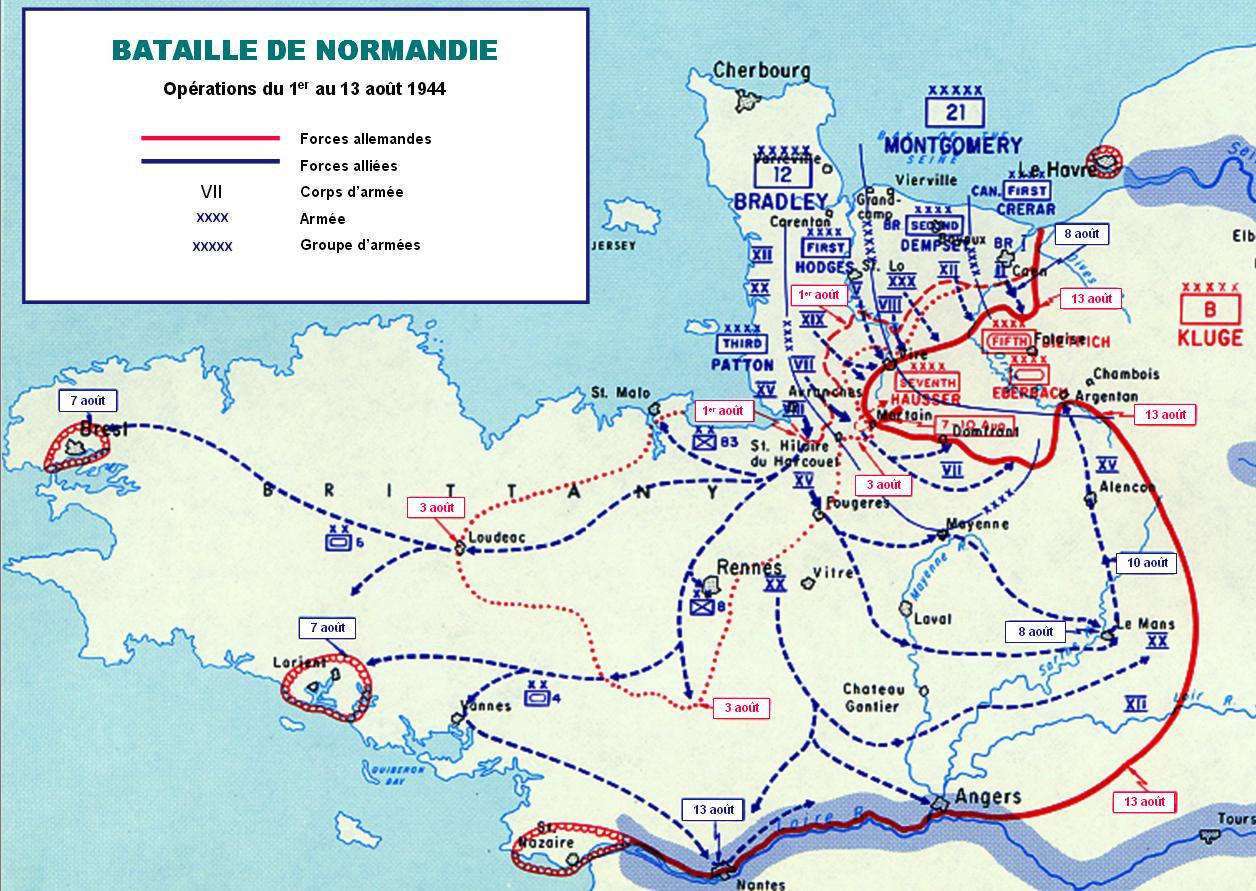
Carte des opérations du 1er au 13 août 1944.

## Déroulement de la bataille

### 5 août 1944

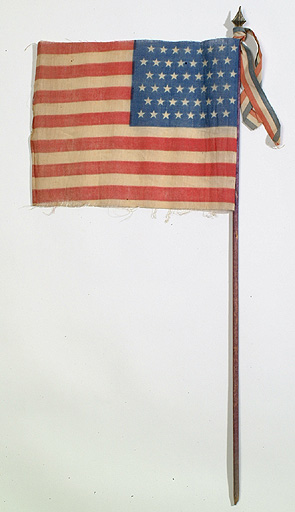
Drapeau américain.

Au matin du 5 août 1944, à 1 h du matin, le pont de Saint-Baudelle est détruit par la 708e division d'infanterie de la Wehrmacht. À 2 h, le viaduc de Mayenne saute ; à 3 h, c'est le tour du pont de Notre-Dame. Seul est conservé le pont de la Caisse d'Épargne. Le 5 août, dans la matinée, les forces américaines, guidées par des Résistants, pénètrent à Mayenne par les Perrouins et la cité du Pommier. Elles engagent le combat avec les Allemands : canonnades, combats de rues vite terminés. Les Américains progressent.
Les canons de 88 mm allemands font beaucoup de dégâts. Ils sont repérés avec l'aide d'avions de reconnaissance américains. Vers 15 h 30, la mise hors fonction des forces d'artillerie installées par les Allemands dans le quartier Saint-Martin est réalisée par les Américains à la suite d'un combat d'artillerie. La résistance allemande perd ainsi son principal appui.
À 16 h 30, toutes les forces d'assaut américaines sont en place. L'évènement capital est alors la prise par les Américains du pont de la Caisse d'Épargne, qui est resté toujours intact. C'est le sacrifice du soldat démineur américain James McCracken qui permet au groupement Weaver de la 90e division de franchir la Mayenne et de libérer la rive gauche, le 5 juin. Ce sont pourtant les hommes du 357e régiment sous le lieutenant Burrows Stevens qui ont réussi à traverser le pont, derrière le char du lieutenant Charley Lombardi afin de couper les fils des explosifs, car l’autre ingénieur du 315e bataillon du génie (en) a été grièvement blessé, lui aussi, par la même salve qui a tué McCracken. Le pont chargé de seize bombes de 125 kg ne sautera pas. La voie est ouverte au gros des troupes du général William G. Weaver (de).

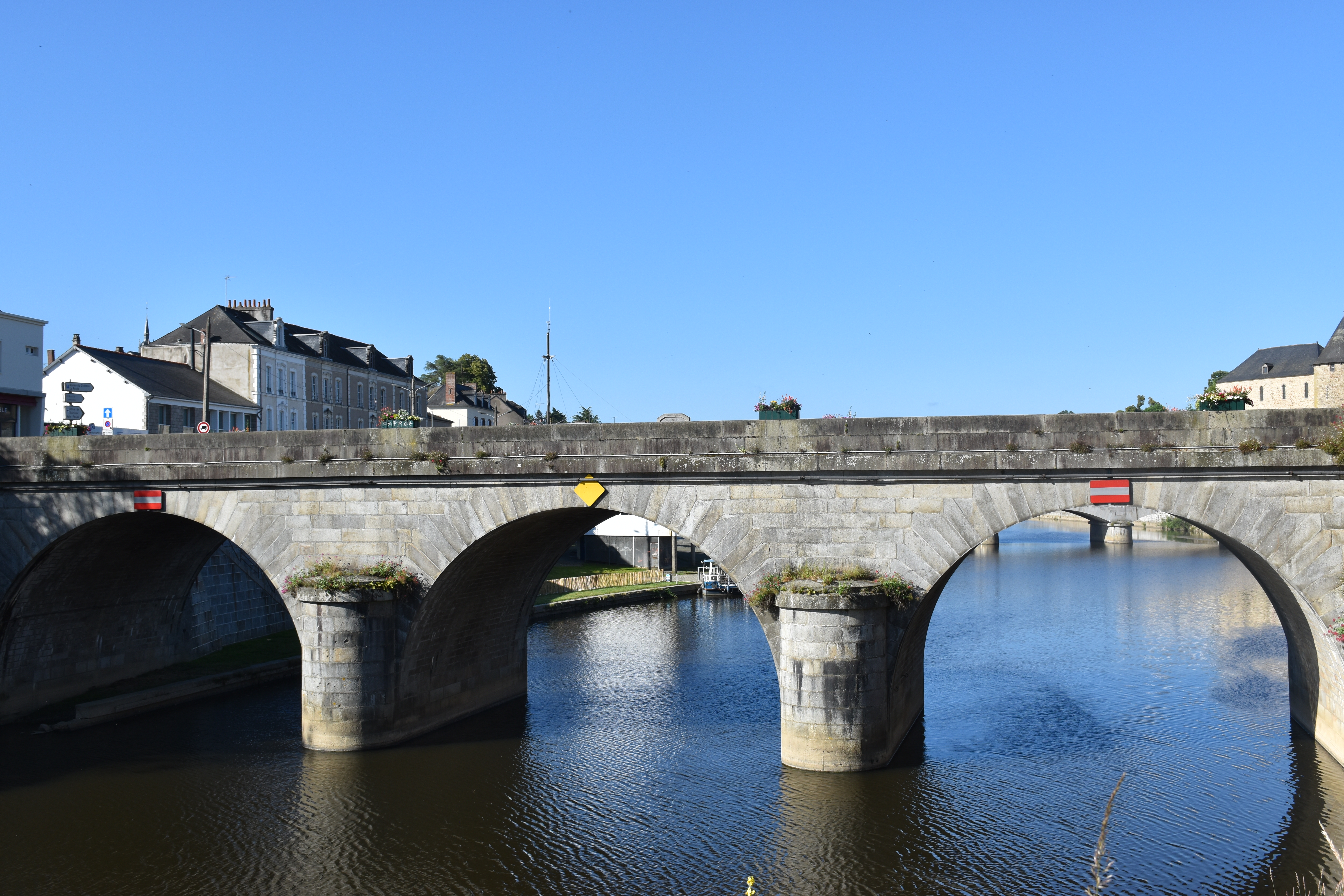
Pont Mac Racken.
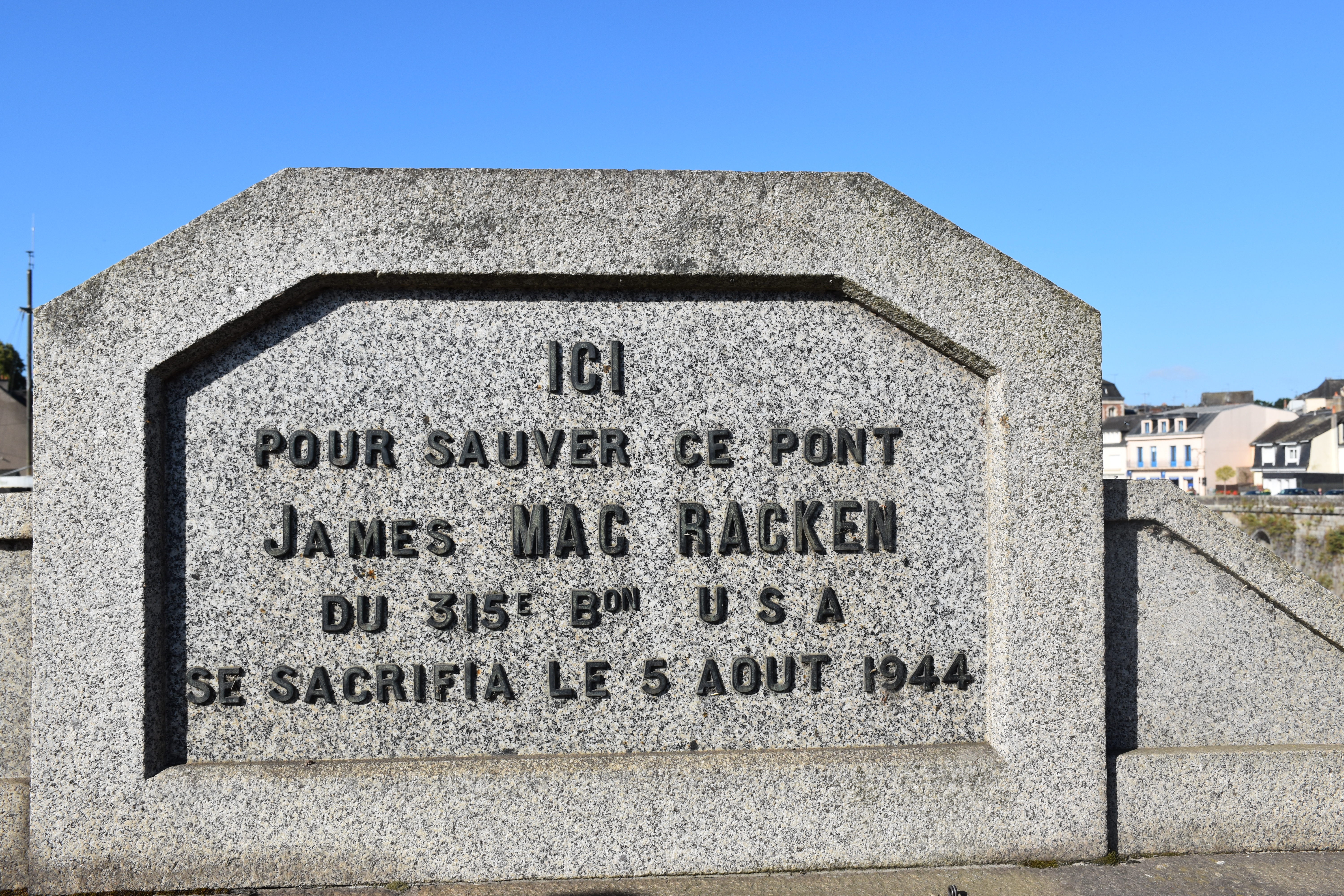
Mémorial Mac Racken.

À 17 h, le canon américain tonne toujours. À partir de 17 h 30, la progression est générale. Deux bataillons du 357e régiment d'infanterie américain, postés au carrefour de Parigné à Saint-Baudelle, traversent la Mayenne, avec en tête le général Weaver. Le 3e bataillon occupe la carrefour Mallécot, la Madeleine, le remblai du chemin de fer puis la cité.
Vers 18 h, le drapeau tricolore flotte dans les rues de Mayenne. La ville est conquise. La 1re division d'infanterie américaine s'y installe défensivement : elle est chargée de faire face à toute contre-attaque.
À 21 h 30, les Américains atteignent la ferme de la Mazure, puis Pleinmer. C'est fini. Au cours des engagements, quatorze Américains trouvent la mort. Des obus détruisent quelques immeubles (dégâts importants au carrefour Mallécot, incendie de l'imprimerie Joseph Floch…).

## Les combats d'Aron du6 août 1944au8 août 1944
L'objectif initial des Américains d'établir une tête de pont avec Aron au centre, fixant ainsi cette commune comme point central de la  bataille Les combats d'Aron, livrés par les troupes allemandes en retraite en vue de retarder l'avance américaine, doivent être mentionnées dans les annales de la Campagne de la Libération de la France.
Les Allemands évacuèrent Mayenne en direction de Bais. Ils stabilisent le front à 3 km de Mayenne, particulièrement près d’Aron. Du 6 au 12 août 1944, la région d'Aron comme toute celle du Nord-Est de la Mayenne est le théâtre d'incessants combats où l'arrière-garde allemande livre alors d’incessants combats contre les forces américaines. Par l'acharnement spécial de la lutte, par le nombre de fusillades et des morts, et par l'importance des destructions, Aron, délivrée, reprise puis redélivrée, par de sanglants combats, devient, eu égard à sa population, la plus éprouvée du département de la Mayenne.
La bataille a duré du 6 au 12 août 1944.

### 5 août 1944
Le 5 août, des véhicules allemands de toutes sortes et abondamment chargés passent dans le bourg. Le jour même de la Libération de Mayenne, alors que les Allemands battent en retraite vers l'Est du département, commence le Martyre d'Aron : un incendie se déclare après 16h à la ferme du Chêne des Croix. Les Allemands ont mis le feu à la suite d'une altercation avec le propriétaire M. Boudesseul. Des personnes de bonnes volontés accourent aussitôt pour éteindre l'incendie. La route est sillonnée de convois et de soldats allemands en armes, qui se replient. Des Allemands s'arrêtent à hauteur de la ferme. Sans motifs ni explication, ils se saisissent de cinq otages, dont un enfant de 14 ans qu'ils abattent avec une rafale de mitraillettes.
Les opérations de la Résistance des groupes de Paul Janvier dans la région de Bais se sont intensifiées. Le même jour à 6 h du matin, les Allemands tentent d'incendier la ferme de la Gandaisière à Bais. Jean-Baptiste Viellepeau, aveugle de naissance, est abattu par une rafale de mitraillette sous les yeux de ses parents à l'entrée de la maison. En représailles, les Allemands encerclent dans la nuit le village de l'Aubrière à 500 m de Bais. Plusieurs réfugiés du Calvados y séjournaient depuis quelques jours chez M. Vetillard, cultivateur. Découverts au cours de la perquisition, trois d'entre eux, MM. Guimond, Garnier et Deslandes sont désignés avec MM. Vetillard et Chancerel, propriétaire des lieux comme otages et conduits dans un champ attenant. Alignés, battus et fouillés, ils sont froidement abattus après que l'un d'entre eux, M. Chancerel, ait été libéré. Recouvert seulement de quelques mottes de terre dans un champ à 300 mètres de la ferme, le corps de ces quatre civils ne sont retrouvés que quatre jours plus tard.

### 6 août 1944

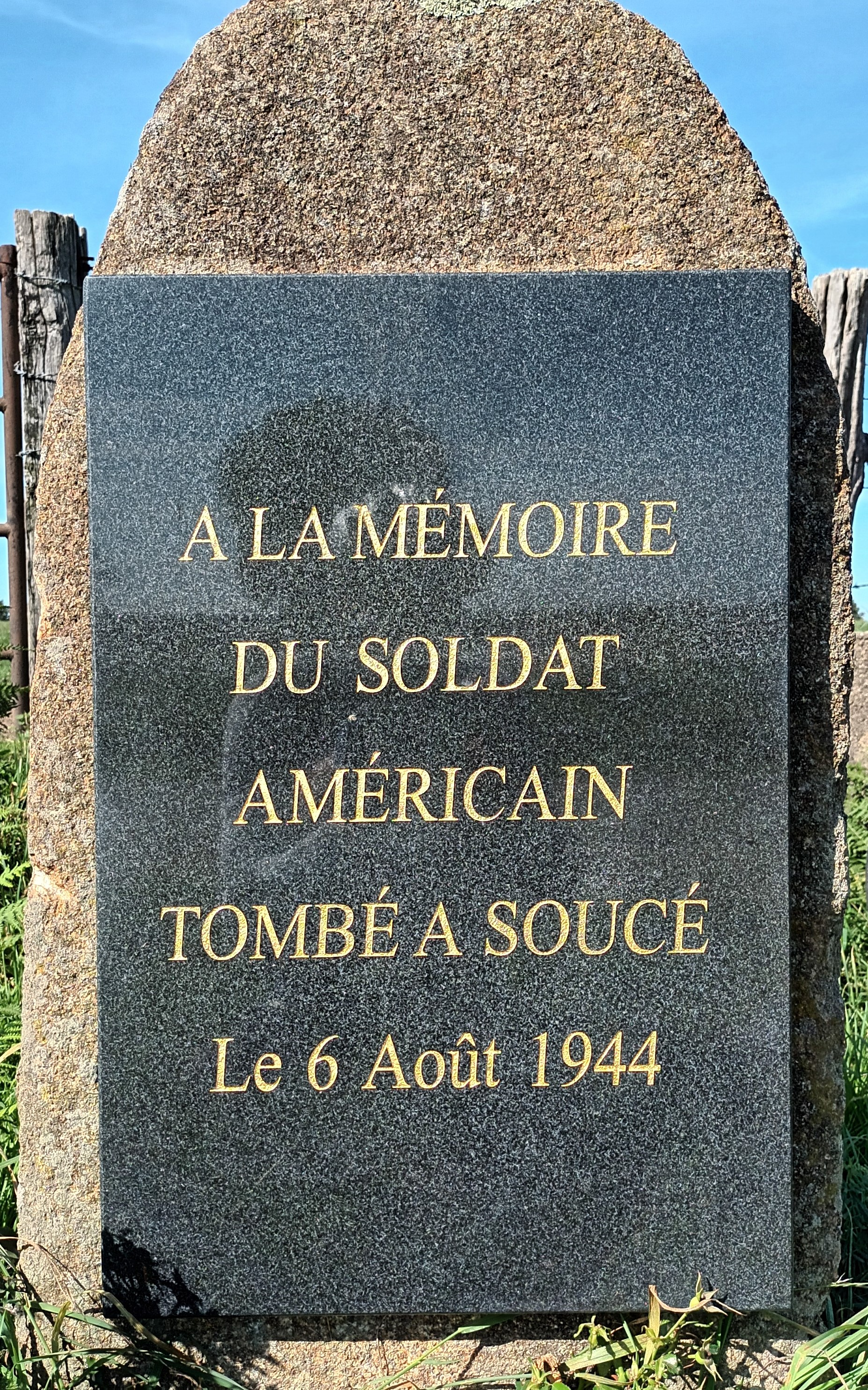
Mémorial d'un soldat à Soucé

Aron délivrée le matin par les Américains est repris le soir par les Allemands. Le lendemain, le 6 août 1944, la population ne doute pas que la libération d'Aron soit terminée. Vers midi, des soldats postés sur la route de Grazay signalent que des soldats allemands revenaient vers le bourg. C'était le début de la contre-attaque. Ceux-ci s'acharnent alors contre le bourg : à l'aide de torches, ils mettent le feu à de nombreuses maisons. Ces incendies s'ajoutant aux dégâts causés par l'artillerie, une grande partie d'Aron n'est bientôt plus que ruines fumantes ou possièreuses. Plus de cinquante maisons sont incendiées ; avant leur retraite, les assaillants ont encore incendié l'église, le presbytère et l'école des garçons. L'armée allemande est prise au piège; à la fois par le 15e corps, et par l'insistance d'Hitler (contre l'avis du général Von Kluge) de la nécessité d'une contre-attaque immédiate en Normandie. C’est ce jour-ci, en affrontant la contre-attaque, que les soldats du 712e bataillon de chars entendent les cris effroyables du  Nebelwerfer pour la première fois.

### 7 août 1944
Vers 17 h 30, deux personnes sont arrêtés par les Allemands. Ils sont emmenés en direction du Mans, et le soir même fusillés à Sainte-Sabine-sur-Longève. À 18 h, un cultivateur est à son tour arrêté en sortant de sa ferme, et fusillé dans un des champs voisins.

### 8 août 1944
Les Américains réattaquent à l'aube et de vive force réoccupent Aron. Juste avant leur repli, les Allemands arrêtent et fusillent une personne dont le corps ne sera retrouvé que 13 jours après.
Outre les neuf fusillés, sont tués pour faits de guerre au cours des combats vingt-deux autres personnes. La ruine de l'église, de l'école, des nombreuses maisons du bourg, les fermes incendiées ou saccagés témoignent de la violence de la lutte.

### Études locales
- Joseph Bisson, Mayenne à travers les âges.
- Marc Valée, Cinq années de vie et de guerre en pays mayennais, Château-Gontier, Groupe Iéna, 1962, 414 p.
- Francis Robin, La Mayenne de 1940 à 1944, Occupation, Résistance, Libération, Laval, 1973.
- Jean André, Journal d'un mayennais sous l'occupation. Siloë, Laval, 1984, 72 p.
- Michel Desrues, Magali Even, Mémorial de la Mayenne 1940-1945, 2001.